# Ron Artest
Metta World Peace rođen kao Ronald William "Ron" Artest, Jr. (Queensbridge, New York, 13. studenog 1979.) američki je profesionalni košarkaš. Igra na poziciji niskog krila, a trenutačno je član NBA momčadi Los Angeles Lakersa. Izabran je u 1. krugu (16. ukupno) NBA drafta 1999. od strane Chicago Bullsa.
Od 16. rujna 2011. mijenja ime u Metta World Peace.

## Rani život
Artest je rođen u Queensbridgeu, dijelu Queensa, predgrađu New Yorka. Pohađao je srednju školu La Salle Academy, a nakon srednje škole odlučio se na pohađanje sveučilišta St. John. U sezoni 1998./99. odveo je momčad do četvrtzavršnice NCAA prvenstva te je imenovan u AUU momčad. Nakon sveučilišta, Artest se odlučio prijaviti na NBA draft.

## NBA karijera

### Chicago Bulls
Izabran je kao 16. izbor NBA drafta 1999. od strane Chicago Bullsa. U rookie sezoni prosječno je postizao 12 poena, 4.3 skokova i 2.8 asistencija te je izabran u All-Rookie drugu petorku. U dresu Bullsa odigrao je dvije i pol sezone, pritom upisavši 175 nastupa i prosjek od 12.5 poena i 4 skoka po utakmici. Po završetku sezone 2001./02. Artest je, kao dio velike zamjene, mijenjan u Indiana Pacerse.

### Indiana Pacers
Nakon zamjene, Artest je odigrao jednu od najboljih sezona u karijeri. U sezoni 2003./04., prosječno je postizao 18.3 poena, 5.7 skokova i 3.7 asistencija po utakmici. Izabran je na svoju prvu, i zasad jedinu, All-Star utakmicu te je i iste sezone izabran za obrambenog igrača godine. 19. studenog 2004., tijekom utakmice između Indiana Pacersa i Detroit Pistonsa, izbila je jedna od najvećih tučnjava u povijesti NBA lige, u kojoj su sudjelovali i igrači i navijači. Sve je počelo kada je Artest teško faulirao Bena Wallacea. Iako je utakmica već bila riješena (Pacersi su vodili 97:82), izbilo je naguravanje i Artest je otišao do zapisničkog stola i legao. Situacija se polagano smirivala, ali je tada, ljutiti navijač Pistonsa, John Green, izlio cijelu bočicu Coca-Cole u Artestovo lice, pritom ga i udarivši. Isprovocirani Artest se suprotstavio i šakom udario navijača, što je izazvalo burne rekacije i početak međusobnih tučnjava između navijača Pistonsa i igrača Pacersa. Vraćajući se na teren, Artesta je verbalno isprovocirao jedan navijač Pistonsa, te je ovaj uzvratio udarcima u glavu. Tučnjava je nakon nekog vremena zaustavljena, a utakmica, sa samo minutom do kraja, zaustavljena. Artestovi suigrači, Stephen Jackson i Jermaine O'Neal, zajedno s Benom Wallaceom, suspendirani su dan nakon utakmice. 
21. listopada uprava NBA lige objavila je da je Artest suspendiran do kraja sezone (73 utakmice i doigravanje), uz još osmoricu igrača (četvorica Pacersa i četvorica Pistonsa) čije su kazne bile u rasponu od 1 do 30 utakmica neigranja. Nakon izrečene kazne, Artestu je oduzeta godišnja plaća u iznosu od 7 milijuna dolara. Početkom sezone 2005./06. Artest je zatražio zamjenu te je stavljen na popis neaktivnih igrača. Na takav istup, reagirali su i igrači i uprava koji su izjavili da su "izdani i razočarani". 24. siječnja 2006. pojavila se neslužbena informacija da će biti održana zamjena između Sacramento Kingsa i Indiana Pacersa kojom će Artest otići u Kingse, a Predrag Stojaković u Pacerse. Međutim, Artest je izvazvao negodovanje oko odlaska u Sacramento, koje je kasnije demantirao izjavom da će igrati bilo gdje, bez obzira na uspješnost kluba. Unatoč svemu, zamjena je ipak uspješno obavljena, te je Artest 25. siječnja i službeno postao član Kingsa.

### Sacramento Kings
Ubrzo nakon zamjene, Artest se prilagodio sistemu igranja i popunio prazninu u obrani. Međutim svi su se pribojavali njegovog problematičnog ponašanja, koje je on ipak odlučno opovrgnuo i marljivo trenirao i odlično surađivao s trenerom Adelmanom. Odmah po dolasku, Artest je uzeo broj 93 i pomogao momčadi ostvariti niz od 14 pobjeda, najduži pobjednički niz sezone. Kingsi su ostvarili više od 50% pobjeda i zauzeli 8. mjesto na Zapadu. Brojne novine i časopisi pisali su o "novom i preporođenom" Artestu, koji je odveo svoju momčad do doigravanja. U prvom krugu doigravanja, Kingsi su igrali sa San Antonio Spursima. U drugoj utakmici, Artest je suspendiran zbog udaranja laktom, a Kingsi su, osim te utakmice, izgubili i u seriji rezultatom 4-2. Nakon doigravanja, Artest je donirao cijelu godišnju plaću jednom od suigrača, samo kako bi ostao u redovima Kingsa. 

### Houston Rockets
29. srpnja 2008. Artest je mijenjan u Houston Rocketse, ali je to službeno objavljeno tek 14. kolovoza. Yao Ming je pozitivno reagirao na tu zamjenu, a i Artest se također obratio medijima. Rekao je kako zna da su Rocketsi Mingova i McGradyeva momčad i da nema ništa protiv zauzeti mjesto "trećeg" igrača momčadi. 30. listopada 2008. Artest je dobio prvu tehničku pogrešku u dresu Rocketsa, iako je sprječavao sukob između Minga i Josha Howarda. 30. travnja 2009. Rocketsi su po prvi puta u 11 sezona prošli u drugi krug doigravanja. Naime, u prvom krugu doigravanja susreli su se s Portland Trail Blazersima koje su s lakoćom svaladali rezultatom 4-2. U drugom krugu doigravanja, Rocketsi su se susreli s Los Angeles Lakersima te je, 6. svibnja, u drugoj utakmici serije isključen iz igre zobg prepriranja s Kobeom Bryantom i sucima. Naime, Artest se žalio kako je dobio udarac laktom te je, po njegovom mišljenju, za to trebao biti dosuđen prekršaj. Kasniji događaji doveli su do još jednog isključenja i to onog Joeyja Crawforda. U idućoj, trećoj, utakmici serije, Artest je ponovo isključen iz igre nakon žestokog prekršaja na Gasolu, koji je u trenutku prekršaja pokušao zakucati. 

### Los Angeles Lakers
U srpnju 2009. Artest je, kao slobodan igrač, potpisao petogodišnji ugovor vrijedan 33 milijuna dolara za Los Angeles Lakerse. Nakon potpisivanja ugovora, Artest je uzeo broj 37, po njegovim riječima u čast Michaela Jacksona čiji je album Thriller zauzimao prvo mjesto na ljesticama 37 tjedana zaredom. U petoj utakmici finala Zapadne konferencije, protiv Phoenix Sunsa, Artest je postigao pobjednički koš sa zvukom sirene. U šestoj utakmici serije, Artest je postigao 25 poena te je tom pobjedom osigurao Lakersima još jedan nastup u NBA finalu. Ujedno, to je Artestov prvi nastup u finalu u dugogodišnjoj karijeri. U dramatičnom finalu, Lakersi su svladali Boston Celticse rezultatom 4-3 i tako osvojili svoj 16. NBA naslov.

## NBA statistika

### Regularni dio
| Godina    | Klub        | Odig. uta. | Uta. poč. | Min. | 2P%  | 3P%  | Sl. bac.% | Skok. | Asist. | Ukr. lop. | Blok. | Poena |
| --------- | ----------- | ---------- | --------- | ---- | ---- | ---- | --------- | ----- | ------ | --------- | ----- | ----- |
| 1999./00. | Chicago     | 72         | 63        | 31.1 | .407 | .314 | .674      | 4.3   | 2.8    | 1.6       | .5    | 12.0  |
| 2000./01. | Chicago     | 76         | 74        | 31.1 | .401 | .291 | .750      | 3.9   | 3.0    | 2.0       | .6    | 11.9  |
| 2001./02. | Chicago     | 27         | 26        | 30.5 | .433 | .396 | .628      | 4.9   | 2.9    | 2.8       | .9    | 15.6  |
| 2001./02. | Indiana     | 28         | 24        | 29.3 | .411 | .215 | .733      | 5.0   | 1.8    | 2.4       | .6    | 10.9  |
| 2002./03. | Indiana     | 69         | 67        | 33.6 | .428 | .336 | .736      | 5.2   | 2.9    | 2.3       | .7    | 15.5  |
| 2003./04. | Indiana     | 73         | 71        | 37.2 | .421 | .310 | .733      | 5.3   | 3.7    | 2.1       | .7    | 18.3  |
| 2004./05. | Indiana     | 7          | 7         | 41.6 | .496 | .412 | .922      | 6.4   | 3.1    | 1.7       | .9    | 24.6  |
| 2005./06. | Indiana     | 16         | 16        | 37.7 | .460 | .333 | .612      | 4.9   | 2.2    | 2.6       | .7    | 19.4  |
| 2005./06. | Sacramento  | 40         | 40        | 40.1 | .383 | .302 | .717      | 5.2   | 4.2    | 2.0       | .8    | 16.9  |
| 2006./07. | Sacramento  | 70         | 65        | 37.7 | .440 | .358 | .740      | 6.5   | 3.4    | 2.1       | .6    | 18.8  |
| 2007./08. | Sacramento  | 57         | 54        | 38.1 | .453 | .380 | .719      | 5.8   | 3.5    | 2.3       | .7    | 20.5  |
| 2008./09. | Houston     | 69         | 55        | 35.5 | .401 | .399 | .748      | 5.2   | 3.3    | 1.5       | .3    | 17.1  |
| 2009./10. | L.A. Lakers | 77         | 77        | 33.8 | .414 | .355 | .688      | 4.3   | 3.0    | 1.4       | .3    | 11.0  |
| Ukupno    |             | 681        | 639       | 34.7 | .421 | .344 | .721      | 5.0   | 3.2    | 2.0       | .6    | 15.5  |
| All-Star  |             | 1          | 0         | 17.0 | .600 | .000 | .500      | 3.0   | 3.0    | 1.0       | .0    | 7.0   |

### Doigravanje
| Godina    | Klub        | Odig. uta. | Uta. poč. | Min. | 2P%  | 3P%  | Sl. bac.% | Skok. | Asist. | Ukr. lop. | Blok. | Poena |
| --------- | ----------- | ---------- | --------- | ---- | ---- | ---- | --------- | ----- | ------ | --------- | ----- | ----- |
| 2001./02. | Indiana     | 5          | 5         | 33.4 | .407 | .462 | .692      | 6.0   | 3.2    | 2.6       | .6    | 11.8  |
| 2002./03. | Indiana     | 6          | 6         | 42.0 | .389 | .387 | .800      | 5.8   | 2.2    | 2.5       | 1.0   | 19.0  |
| 2003./04. | Indiana     | 15         | 15        | 38.9 | .378 | .288 | .718      | 6.5   | 3.2    | 1.4       | 1.1   | 18.4  |
| 2005./06. | Sacramento  | 5          | 5         | 39.6 | .383 | .333 | .696      | 5.0   | 3.0    | 1.6       | .8    | 17.4  |
| 2008./09. | Houston     | 13         | 13        | 37.5 | .394 | .277 | .714      | 4.3   | 4.2    | 1.1       | .2    | 15.6  |
| 2009./10. | L.A. Lakers |            |           |      |      |      |           |       |        |           |       |       |
| Ukupno    |             | 44         | 44        | 38.4 | .387 | .314 | .730      | 5.5   | 3.3    | 1.6       | .7    | 16.8  |

## Vanjske poveznice
- Službena stranica
- Profil na NBA.com
- Profil  Arhivirana inačica izvorne stranice od 12. svibnja 2013. (Wayback Machine) na Basketball-Reference.com
- Profil  Arhivirana inačica izvorne stranice od 27. rujna 2007. (Wayback Machine) na Database Basketball.com